# Blackwell (Computerspielreihe)
Blackwell ist eine fünfteilige Adventure-Computerspielserie im Retro-Stil. Die Titel der einzelnen Spiele lauten The Blackwell Legacy, Blackwell Unbound, Blackwell Convergence, Blackwell Deception und Blackwell Epiphany. Das erste Spiel wurde im Dezember 2006 veröffentlicht, der zweite Teil folgte im September 2007, Teil drei im Juli 2009, das vierte Spiel im Oktober 2011 und Teil fünf im April 2014. Die Spiele wurden von Dave Gilbert entwickelt.

## Handlungen

### The Blackwell Legacy
Die Protagonistin des Spiels ist Rosangela Blackwell (Rosa), eine junge freie Schriftstellerin, die ein einsames Leben in New York City führt. Kurz nachdem ihre einzige Verwandte, ihre Tante Lauren Blackwell, verstirbt, wird sie gebeten über einen Selbstmord in einem Studentenwohnheim zu schreiben. Rosa hat den ganzen Tag über Kopfschmerzen und am Ende taucht ein Geist namens Joey Mallone in ihrem Apartment auf. Er erklärt ihr, dass sie ein „Medium“ ist, wie ihre Tante und dass es ihr Job ist, Geistern, die in der realen Welt festsitzen, dabei zu helfen, ihr altes Leben zurückzulassen. Widerwillig akzeptiert sie die Erklärungen und macht an dem Fall des Mädchens, das Selbstmord begangen hat, weiter. Ihr Geist sucht nun den Hundepark heim. Rosa findet bald heraus, dass das Mädchen eine von drei engen Freundinnen war, von den zwei bereits Selbstmord begangen haben, nachdem sie einen ruhelosen Geist mithilfe eines Ouija heraufbeschworen haben. Sie lernt wie sie dem Geist helfen kann und tut dies auch. Das dritte Mädchen hat ebenfalls einen Selbstmordversuch begangen, aber wurde ins Krankenhaus eingeliefert, wo Rosa sie und den ruhelosen Geist findet. Sie hilft diesem Geist auch die reale Welt hinter sich zu lassen.

### Blackwell Unbound
Das zweite Spiel ist ein Prequel von Legacy und verfolgt die Ermittlungen von Rosas Tante Lauren Blackwell und Joey in den siebziger Jahren. Sie untersuchen zwei Geisterfälle – einen ermordeten Saxofonspieler und eine ermordete Frau, die eine Baustelle ihres ehemaligen Apartmentgebäudes heimsucht. Während sie die beiden scheinbar unzusammenhängende Vorfälle untersuchen, findet Lauren heraus, dass beide Geister von der gleichen Frau, die sich selbst die Gräfin (im Original: The Countess) nennt, ermordet wurden. Sie finden heraus, dass sie denkt sie hilft den Leuten ihr altes Leben hinter sich zu lassen, so wie Lauren es tut, aber in Wirklichkeit ist sie verrückt und tötet sie. Des Weiteren stellt sich heraus, dass sie jeden tötet, über den der New Yorker Journalist Joseph Mitchell schreibt. Lauren bringt Mitchell dazu über sie zu schreiben und die Gräfin kommt zu Laurens Apartment, um sie zu töten. Da die Gräfin nicht auf ein Gespräch eingeht ist Lauren gezwungen sie mithilfe von Joey zu töten.

### Blackwell Convergence
Der dritte Teil spielt sechs Monate nachdem sich Rosangela und Joey kennengelernt haben. Während der Ausstellung in einer Galerie beginnt Rosa eine mögliche Spur einer Regisseurin eines Filmunternehmens zu verfolgen. Sie findet bald heraus, dass ein Schauspieler, der eine Rolle in ihrem neuen Film hatte, ermordet wurde. Rosa erfährt außerdem von einem alten Mordfall eines Wissenschaftlers, dessen Arbeit gestohlen wurde, was einem rivalisierten Unternehmen zu Gunsten kommt. Letztendlich taucht zur Galerieeröffnung die Gräfin auf und tötet den Künstler, dessen Gemälde ausgestellt sind. In allen drei Fällen wurden die Firmen von einer kapitalistischen Spekulationsfirma, der Meltzer Foundation, finanziert. Rosa findet heraus, dass sie sehr von allen drei Todesfällen profitiert haben. Sie konfrontiert das Unternehmen und es stellt sich heraus, dass es die Gräfin war, die das Töten vernommenen hat, nachdem sie eine Verbindung mit Charles Meltzer eingegangen ist. Er versucht auch Rosa zu töten, aber die alte Geisterführerin von der Gräfin, Madeline, mischt sich ein und Rosa hilft ihr das Band zwischen der Gräfin und Charles Meltzer zu brechen. Befreit von dem Band versucht die Gräfin Rache an Charles zu nehmen. Rosa führt sie dann in das Licht und Die Gräfin kann ihr altes Leben zurücklassen. Rosa findet heraus, dass die Gräfin ihre Verbindung mit ihrer Geisterführerin Madeline aufgelöst hat und verrückt geworden ist, sie hat sich dann mit Joe Gould zusammengeschlossen, später mit Joseph Mitchell und letztendlich mit Charles Meltzer, die alle als ihre Führer fungierten.

### Blackwell Deception
Das vierte Spiel dreht sich wieder um Rosa und Joey und spielt einige Zeit nach dem dritten Spiel. Rosa erhält einen Anruf von einem ehemaligen Zeitungsarbeitgeber, der sie bittet einen Fall für ihn zu untersuchen. Sie findet bald heraus, dass er ermordet wurde, während er Recherchen über eine Kontaktperson anstellte, die er von dem Medium Lisa Tenzin vermittelt bekommen hat. Rosa untersucht dann zwei weitere Mordfälle und findet heraus, dass Lisa beide an einen Mann namens Gavin vermittelte. Rosa konfrontiert das Medium damit und es stellt sich heraus, dass Gavin sie einer Gehirnwäsche unterzogen hat, um ihm zu helfen. Gavin hat in Wirklichkeit die Energie der Toten absorbiert, um unsterblich zu bleiben. Gavin schafft es dann Rosa zu schnappen und tötet Lisa, die versucht zu flüchten. Er unterzieht auch Rosa einer Gehirnwäsche und bringt sie dazu Joey in eine Falle zu locken und damit die Verbindungen zwischen ihnen zu unterbrechen. Joey kann jedoch mit Hilfe seiner Krawatte, die eine greifbare Verbindung zu Rosa darstellt, zurückkehren. Er bringt Rosa wieder zur Vernunft und unterbricht Gavins Ritual, der versucht ihre Energie zu absorbieren. Rosa tötet Gavin während sie befreit wird. Am Ende bringt sie Lisas Geist in die andere Welt und Gavins Geist wird "geholt", er löst sich auf. Sie beschließt die Organisation, die hinter Gavin stand, ausfindig zu machen.

### Blackwell Epiphany
Das Finale der Serie beginnt nach dem üblichen Muster. Rosa und Joey untersuchen im Auftrag von Detective Durkin ein Spukhaus. Nach erfolgreichem Abschluss der Mission begegnen sie George Ostin, einem ihnen unbekannten Mann, der auf der Suche nach Rosa ist, jedoch unmittelbar nach ihrem Zusammentreffen von einer maskierten Person erschossen wird. Sein Geist wird (genau wie der von Gavin im letzten Teil) vor den Augen von Rosa und Joey in Stücke gerissen. Im Lauf der Geschichte stellt sich heraus, dass George Ostin sowie fünf andere Personen vor über 20 Jahren einer Selbsthilfegruppe angehörten, durch die sie zwar ihre wahre Bestimmung im Leben fanden, diese jedoch auch ihren Geist nach ihrem Ableben so sehr geschwächt hatte, dass ihre Seelen von einem anderen Geist „konsumiert“ werden konnten. Als dieser andere Geist stellt sich letztendlich die ehemalige Geisterführerin Madeline heraus, die nun Besitz über Rosas Körper erlangen will, um so endlich wieder sterblich werden zu können. Als es Rosa mit Joeys Hilfe gelingt, sich von Madeline zu befreien, greift diese zu einem teuflischen Plan, der alle menschliche Seelen in New York zerstören soll. Mit buchstäblich letzter Kraft gelingt es Rosa das Übel abzuwenden und Joey Mallone eine zweite Chance auf ein glückliches Leben zu verschaffen.

## Spielprinzip
Alle Spiele der Serie sind 2D-Point-and-Click-Adventures. Die Örtlichkeiten des Spiels werden als handgezeichnete Standbilder dargestellt, die teilweise animiert sind. Mit der Maus kann der Spieler den jeweiligen Protagonisten durch die Örtlichkeiten bewegen und mit den Maustasten Aktionen einleiten, die den Spielcharakter mit seiner Umwelt interagieren lassen. Der Spieler kann so Gegenstände finden, sie auf die Umgebung oder andere Gegenstände anwenden und mit NPCs kommunizieren. Mit fortschreitendem Handlungsverlauf werden weitere Orte freigeschaltet.

## Entwicklung
Als Spiel-Engine wurde die quelloffene Entwicklungsumgebung Adventure Game Studio genutzt. Blackwell Epiphany ist dabei fast doppelt so umfangreich wie die andere Teile. Die Inhalte von Blackwell Unbound waren zunächst als Flashback-Sequenzen für Blackwell Convergence geplant und wurden später zu einem eigenen Spiel ausgebaut. Die Spiele waren nicht von vornherein auf eine Lokalisierung ausgelegt, da Texte hartkodiert und in Grafiken eingebettet waren, sodass dies im Nachhinein zu aufwendig wurde.
| Aufgabe              | Spiel                 | Spiel                      | Spiel                         | Spiel                                                                            | Spiel              |
| Aufgabe              | The Blackwell Legacy  | Blackwell Unbound          | Blackwell Convergence         | Blackwell Deception                                                              | Blackwell Epiphany |
| -------------------- | --------------------- | -------------------------- | ----------------------------- | -------------------------------------------------------------------------------- | ------------------ |
| Code & Geschichte    | Dave Gilbert          | Dave Gilbert               | Dave Gilbert                  | Dave Gilbert                                                                     | Dave Gilbert       |
| Charaktergrafiken    | Ian Schleiffer        | Erin Robinson              | Shane Stevens                 | Ben Chandler                                                                     | Ben Chandler       |
| Hintergrundgrafiken  | Tom Scary, Chris Femo | Erin Robinson              | Luminous Arts, Karen Petrasko | Indrek Plavutski                                                                 | Ben Chandler       |
| Zusätzliche Grafiken | Eyal Jammer           | Eyal Jammer, Julie Gilberg | Eyal Jammer, Jenna Leder      | Shane Stevens, Eyal Jammer, Jenna Leder, Emma Grahn, Jose Navarro, Luminous Arts |                    |
| Musik                | Peter Gresser         | Thomas Regin               | Thomas Regin                  | Thomas Regin                                                                     | Thomas Regin       |

| Charakter                 | Spiel                                      | Spiel                  | Spiel                 | Spiel               | Spiel              |
| Charakter                 | The Blackwell Legacy                       | Blackwell Unbound      | Blackwell Convergence | Blackwell Deception | Blackwell Epiphany |
| ------------------------- | ------------------------------------------ | ---------------------- | --------------------- | ------------------- | ------------------ |
| Rosangela Blackwell       | Sande Chen (Neuauflage: Rebecca Whittaker) |                        | Rebecca Whittaker     | Rebecca Whittaker   | Rebecca Whittaker  |
| Joey Mallone              | Abe Goldfarb                               | Abe Goldfarb           | Abe Goldfarb          | Abe Goldfarb        | Abe Goldfarb       |
| Kelly Hawthorne           | Chen-yung Hsu                              |                        |                       |                     |                    |
| Adrian Tucker             | Thomas Tucker                              |                        |                       |                     |                    |
| Nishanthi Sharma          | Ruth Weber                                 |                        | Nonie Craige          |                     |                    |
| Jim Burdo                 | Matt Garnder                               |                        |                       |                     |                    |
| Dr. Quentin               | Joe Rodriguez                              |                        |                       |                     |                    |
| Krankenhaus Wache         | Francisco Gonzalez                         |                        |                       |                     |                    |
| Alli Montego              | Chen-yung Hsu                              |                        |                       |                     |                    |
| Bob                       | Dave Dodson                                |                        |                       |                     |                    |
| Susan Lee                 | Jennifer Estaris                           |                        |                       |                     |                    |
| Der Diakon (The Deacon)   | John Swist                                 |                        |                       |                     |                    |
| Dämon                     | Dave Gilbert                               |                        |                       |                     |                    |
| Moti                      | Cooper Kaplan                              |                        |                       |                     |                    |
| Lauren Blackwell          |                                            | Dani Marco             |                       |                     | Dani Marco         |
| Isaac Brown               |                                            | Daryl Lathon           |                       |                     |                    |
| Mavis Wilcox              |                                            | Chen-Young Hsu         |                       |                     |                    |
| Die Gräfin (The Countess) |                                            | Stephanie Cox-Williams | Ronica Reddick        |                     |                    |
| Cecil Sharpe              |                                            | Daryl Lathon           |                       |                     |                    |
| Dwayne                    |                                            | Francisco Gonzalez     |                       |                     |                    |
| Joseph Mitchell           |                                            | Dave Gilbert           | Dave Gilbert          |                     |                    |
| Harriet Sherman           |                                            | Shelly Smith           |                       |                     |                    |
| Sam Durkin                |                                            | Francisco Gonzalez     |                       | Francisco Gonzalez  | Francisco Gonzalez |
| Jack Blackwell            |                                            | Dave Gilbert           |                       |                     |                    |
| Columbia Betreiberin      |                                            | Julia Detar            |                       |                     |                    |
| New York Empfangschef     |                                            | Brandon Van Slyke      |                       |                     |                    |
| Allen Reiken              |                                            |                        | Brian Silliman        |                     |                    |
| Josie Park                |                                            |                        | Shelly Smith-Shenoy   |                     |                    |
| Claude Urdin              |                                            |                        | Daryl Lathon          |                     |                    |
| Monique Stahlman          |                                            |                        | Ronica Reddick        |                     |                    |
| Minetta Bartender         |                                            |                        | Dave Gilbert          |                     |                    |
| Paul Meltzer              |                                            |                        | Marcus Weems          |                     |                    |
| Frank Lyons               |                                            |                        | Francisco Gonzalez    |                     |                    |
| Charlie Meltzer           |                                            |                        | Dave Gilbert          |                     |                    |
| Madeline                  |                                            |                        | Nonie Craige          | Jennifer Holmes     | Miranda Gauvin     |
| Joe Gould                 |                                            |                        | Marcus Weems          |                     |                    |
| Martin Goldwater          |                                            |                        | Marcus Weems          |                     |                    |
| Ryan Jacobs               |                                            |                        |                       | Michael Gambino     |                    |
| Jeremy Sams               |                                            |                        |                       | Edward Bauer        |                    |
| Madison Haines            |                                            |                        |                       | Shelly Shenoy       |                    |
| Penelope Haines           |                                            |                        |                       | Jennifer Holmes     |                    |
| Krankenschwester          |                                            |                        |                       | Mercedes Rose       |                    |
| Empfangsdame              |                                            |                        |                       | Julia Doolittle     |                    |
| Danny Marconi             |                                            |                        |                       | Dave Gilbert        |                    |
| Lisa Tenzin               |                                            |                        |                       | Rachel Rydzewski    |                    |
| Tiffany Walters           |                                            |                        |                       | Miranda Gauvin      |                    |
| Rachel Abu                |                                            |                        |                       | Jennifer Holmes     |                    |
| Sterling                  |                                            |                        |                       | Dave Gilbert        |                    |
| Kenneth Sharpe            |                                            |                        |                       | Daryl Lathon        |                    |
| Elaine Appleton           |                                            |                        |                       | Mercedes Rose       |                    |
| Jamie Graham              |                                            |                        |                       | Sara Elmaleh        |                    |
| Seb Frederick             |                                            |                        |                       | Dave Gilbert        |                    |
| Gavin                     |                                            |                        |                       | Brian Silliman      |                    |
| Mary Meehan               |                                            |                        |                       |                     | Erin Winebark      |
| George Ostin              |                                            |                        |                       |                     | Jim Mullins        |
| Ostins Portier            |                                            |                        |                       |                     |                    |
| Pater Gabriel Ullman      |                                            |                        |                       |                     | Jim Mullins        |
| Emil Haskins              |                                            |                        |                       |                     | Andy Chmelko       |
| Pater Michael Cooper      |                                            |                        |                       |                     | Phillip Callen     |
| Lia Haskins               |                                            |                        |                       |                     | Drea Lorraine      |
| Kendra Haskins            |                                            |                        |                       |                     | Samantha Rosen     |
| Cory Palmer               |                                            |                        |                       |                     | Andy Chmelko       |
| Ray                       |                                            |                        |                       |                     | Kenwyn Dapo        |
| Maggie Fielding           |                                            |                        |                       |                     | Ana Berry          |
| Peter Fielding            |                                            |                        |                       |                     | Matt Prichard      |
| Tanya Corsey              |                                            |                        |                       |                     | Manini Gupta       |
| Heather Goffstein         |                                            |                        |                       |                     | Shelly Shenoy      |

## Rezeption
| Spiel                 | Magazin          | Wertung |
| --------------------- | ---------------- | ------- |
| Serie                 | Destructoid      | 8/10    |
| The Blackwell Legacy  | Adventure Gamers | 3,5/5   |
| The Blackwell Legacy  | GameZebo         | 3,5/5   |
| Blackwell Unbound     | Adventure Gamers | 3,5/5   |
| Blackwell Unbound     | GameZebo         | 3,5/5   |
| Blackwell Convergence | Adventure Gamers | 3,5/5   |
| Blackwell Convergence | GameZebo         | 4/5     |
| Blackwell Deception   | 4Players         | 80/100  |
| Blackwell Deception   | Adventure Gamers | 3,5/5   |
| Blackwell Deception   | GameZebo         | 4,5/5   |
| Blackwell Epiphany    | GameZebo         | 4/5     |

Die Spiele der Serie erhielten in zeitgenössischen Reviews gute bis mittlere Wertungen. Positiv hervorgehoben wurden im Allgemeinen Story und Charakterzeichnung, während die Einfachheit der Spiele kritisiert wurde. Das kanadische Magazin Destructoid stellte heraus, dass nicht nur die einzelnen Episoden der Serie über spannende Storys verfügten, sondern dass diese auch über die Episoden hinweg durch eine interessante Geschichte verbunden seien. Das Magazin lobte den Retro-Charme der Grafik und die „interessanten und amüsanten“ Charaktere, verwies aber auch auf die Linearität und Kürze der Spiele und den daraus folgenden, geringen Wiederspielwert.
Das englischsprachige Fachmagazin Adventure Gamers hob das Storyboard und einen ansprechenden Hauptcharakter von Blackwell Legacy positiv hervor, kritisierte aber die Kürze und mangelnde Interaktivität des Spiels. Rock, Paper, Shotgun notierte in einer Rezension zu Blackwell Convergence das Talent von Autor Dave Gilbert, „geradlinige, emotionale Geschichten“ mit beeindruckender Charakterzeichnung zu entwerfen. Rezensent John Walker kritisierte die Preispolitik des Publishers Wadjet Eye Games sowie lose Enden der Geschichte, die düstere Geheimnisse der Charaktere andeuteten, dann aber nicht konsequent verfolgten. Das deutschsprachige Magazin 4Players attestierte Blackwell Deception eine einfühlsam erzählte Story und ein humorvolles Protagonistenpaar und wertete, das Spiel sei „ein intelligentes, mitfühlendes und erstaunlich interessantes Abenteuer“, das aber an das im selben Jahr erschienene Gemini Rue aus demselben Hause nicht heranreiche.